# Limenitis eumenius
Limenitis eumenius är en fjärilsart som beskrevs av Hans Fruhstorfer 1908. Limenitis eumenius ingår i släktet Limenitis och familjen praktfjärilar. Inga underarter finns listade i Catalogue of Life.